# Варсонофій Пальмовський
Варсонофій Пальмовський (нар. початок XVIII століття — пом. 4 листопада 1786, Київ) — український релігійний діяч в добу Гетьманщини, архімандрит Батуринського Крупицького Миколаївського монастиря. Служив також у Слобідській Україні. Один із ідеологів спротиву політики секуляризації, підтримував постійний зв'язок із Запорозькою Січчю. 

## Життєпис
Навчався у Києво-Могилянській академії. Згодом прийняв чернечий постриг у Києво-Печерській лаврі. Пройшовши монастирське послушництво і чергові ступені священства, став членом Духовного собору.
1763 — настоятель Батуринського Крупицького Миколаївського монастиря. 1764 на клопотання Кирила Розумовського висвячено на архімандрита. Опікуючись матеріальним становищем монастиря, їздив на Запорозьку Січ по допомогу. На зібрані кошти (1592 рублів, окрім них 27 коней) провадив будівництво монастирських приміщень, примножив ризницю до 4200 рублів. Проте братія неодноразово подавала на нього скарги, внаслідок чого його перемістили в Охтирський Троїцький монастир Бєлгородської єпархії ВПСРІ.
21 лютого 1780 указом Синоду направлено до КПЛ із забороною виїзду з монастиря. В листопаді 1780 архімандрит КПЛ 3. Валькевич повідомляв Синод, що Пальмовський, який перебуває під його наглядом, не дотримується поставлених умов і самовільно відлучається з КПЛ. У відповідь Синод указом від 29 квітня 1782 звелів посилити нагляд за ним, вказавши, щоб «ему, Варсонофію, строжайше подтвердить, дабы он будучи в той лавре житіє свое препровождал добропорядочно и соответственно монашескому его обещанію». В листопаді 1782 Синод мав намір перемістити Варсонія на вакансію настоятеля в Чернігівській єпархії, однак через хворобу його залишили в КПЛ.
Згідно з духовним заповітом Пальмовича, після його смерті особисті речі й книги (17, з них 2 французькою мовою) передано брату, колишньому архімандриту Новгород-Сіверського Спасо-Преображенського монастиря Є. Пальмовському, а деякі архімандричі атрибути — в ризницю КПЛ.